# Hồ Rożnów
Hồ Rożnow (tiếng Ba Lan: Jezioro Rożnowskie) là một hồ nhân tạo, được xây dựng vào năm 1935 – 1941. Nó nằm ở cực nam của Ba Lan (Lesser Poland Voivodeship). Hồ được xây dựng trong thời kỳ giữa chiến tranh để điều tiết dòng sông Dunajec chảy qua chân đồi của dãy núi Beskid; và cũng có thể, cung cấp điện cho các Rożnow Nhà máy điện (Elektrownia Rożnow) được xây dựng vào đập. Hồ mất hai năm để lấp đầy diễn ra trong Thế chiến II, từ giữa năm 1941 đến 1943. Nó được đặt theo tên của làng Rożnow.

## Lịch sử
Hồ Rożnow được tạo ra không lâu trước khi Ba Lan bị xâm chiếm, sau khi một con đập được xây dựng trên quãng đường 80 km của sông Dunajec. Nó nằm giữa những ngọn đồi của đảo Beskids, thuộc quận Nowy Sącz, cách Nowy Sącz 12 km về phía bắc. Thung lũng Dunajec thu hẹp ở đây, biến thành một hẻm núi. Hồ có hình chữ S không đều, với chiều dài dao động từ 18 đến 20 km và chiều rộng xấp xỉ 1 km (ở một vài điểm, nó mở rộng đến không quá 2 km). Độ sâu của hồ chứa đạt tới 30 mét gần đập. Tổng diện tích của hồ Rożnow dao động từ 16 đến 20 km2. Bờ hồ được đánh dấu bằng nhiều bán đảo và vịnh, nằm ở cửa của một số con sông nhỏ hơn, chảy vào Dunajec. Hồ được bao quanh bởi những ngọn đồi rừng, và vị trí đẹp như tranh vẽ của nó làm cho nó trở thành một trung tâm du lịch rất nổi tiếng. Một số dân làng du lịch nằm dọc theo Hồ Rożnow: Tegoborze, Znamirowice, Zbyszyce, Bartkowa, Grodek nad Dunajcem, Tabaszowa, Rożnow.
Hồ Rożnow có một hòn đảo nhỏ, có tên gọi là Malpia Wyspa (Đảo Khỉ). Nó từng là một ngọn đồi với một Gord cổ, được biến thành một hòn đảo vào năm 1942, sau khi thung lũng Dunajec đã bị ngập lụt. Hiện tại, Đảo Khỉ phục vụ như một khu bảo tồn chim, với số lượng 165 loài chim sống ở đây.
Ý tưởng xây dựng một con đập trên sông Dunajec ở Rożnow đã ra đời sau trận lụt thảm khốc năm 1934 ở Ba Lan. Do thiếu vốn, dự án đã bị hoãn lại cho đến năm 1937, khi lần mua đất đầu tiên được thực hiện. Con đập được xây dựng bởi một công ty Ba Lan-Pháp, nơi đây đã xây dựng một khu định cư đặc biệt cho công nhân và kỹ sư (được gọi là Thuộc địa Pháp), cùng với tuyến đường sắt khổ hẹp đến một mỏ đá tại Marcinkowice. Việc xây dựng bị gián đoạn sau cuộc xâm lược Ba Lan, nhưng ngay từ tháng 11 năm 1939, chính quyền Đức của Chính phủ đã quyết định tiếp tục, sử dụng các kế hoạch của Ba Lan. Con đập cùng với nhà máy điện được hoàn thành vào năm 1942. Nó được xây dựng từ bê tông, với chiều cao 44 mét, và chiều dài 550 mét.

## liên kết ngoài
- Dịch vụ du lịch hồ Roznow
- Hiệp hội các xã Lake Roznow